# 실비우 룬그
실비우 룬그(루마니아어: Silviu Lung [ˈsilvju luŋɡ][*], 1956년 9월 9일, 사투 마레 주 슨미클러우시 ~)는 루마니아의 전 축구 골키퍼이자 현 감독이다.

## 클럽 경력
실비우 룬그는 1956년 9월 9일에 사투 마레 주 슨미클러우시에서 출생했고, 1971년에 디비지아 C의 빅토리아 카레이에서 축구를 시작했고, 루마니아 축구 연맹의 새로 도입된 하부 리그 유소년 선수 차출 허용 규정에 따라 첫 경기를 뛰었다. 그는 우니베르시타테아 크라이오바로 이적해 1974년 8월 29일에 1-0으로 이긴 폴리테흐니카 티미쇼아라전에서 디비지아 A 신고식을 치렀다. 룬그는 우니베르시타테아 크라이오바 소속으로 14년을 활약하며 "크라이오바 막시마" 세대를 장식했고, 1980년과 1981년에 연속으로 리그를 우승했지만, 처음에 발렌틴 스터네스쿠 감독은 그가 간염 판정을 받았기에 3경기만 출전 기회를 주었고, 2년차에는 이온 오블레멘코 감독 임기로, 20번의 경기에 출전했다. 그는 1977년, 1978년, 1981년, 그리고 1983년에 4차례 쿠파 로므니에이 우승을 거두었다. 시리우 룬그는 우니베르시타테아 크라이오바의 1982-83 시즌 UEFA컵 4강 진출 주역으로, 그는 이 대회에서 10번의 경기에 출전했다. 1988년, 그는 스테아우아 부쿠레슈티로 이적해 안겔 이오르더네스쿠 감독의 임기였던 1년차에 2관왕을 달성했는데, 이 시즌에 29번의 디비지아 A 경기에 출전했고, 소속 구단의 같은 시즌 유러피언컵 결승행에 9경기 출전으로 일조했는데, 0-4로 패한 밀란과의 결승전에도 출전했다. 1989년, 루마니아 혁명 이후, 룬그는 스페인으로 건너가 로그로녜스에서 1년을 보냈지만, 무릎 부상으로 9번의 라 리가 경기에 출전하는데 그쳤다. 1991년, 그는 엘렉트로푸테레 크라이오바와 계약하며 루마니아 무대에 복귀했고, 이후 우니베르시타테아 크라이오바에서 말년을 보내며 컵대회를 1번 우승했고, 1993년 10월 24일에 0-2로 패한 브라쇼브전에서 마지막 디비지아 A 경기를 치렀다. 실비우 룬그는 총 419번의 디비지아 A 경기에 출전했고, 유럽대항전에는 58번 출전했으며, 1984년에는 루마니아 올해의 축구 선수로도 지명되었고, 같은 해 발롱도르 후보로도 거론되었다.

## 국가대표팀 경력
실비우 룬그는 루마니아 국가대표팀 경기에 76번 출전했는데, 1979년 3월 21일에 슈테판 코바치 감독의 부름을 받아 3-0으로 이긴 그리스와의 친선경기에서 처음으로 출전했다. 그는 뒤이어 2-2로 비긴 스페인과의 유로 1980 예선전에서 2번째 경기에 출전했다. 그의 3번째 국가대표팀 경기는 3년 후인 이탈리아와의 유로 1984 예선전 경기에서 치렀고, 이 예선전에서 그는 5번 출전해 대회 본선행에 일조했다. 미르체아 루체스쿠 감독은 그를 유로 1984 본선에 1-1로 비긴 스페인전과 1-2로 패한 서독전에 출전시켰는데, 루마니아는 준결승 진출에 실패했다. 그는 1986년 월드컵 예선전에서 같은 횟수의 경기를 출전했고, 유로 1988 예선전에서 5번, 1990년 월드컵 예선전에도 5번 출전했고, 에메리크 제네이 감독이 지휘한 1990년 월드컵 본선에서는 주장으로 4경기에 매 분을 소화했고, 루마니아는 아일랜드와의 16강전에서 승부차기 끝에 탈락했다. 실비우 룬그는 유로 1992 예선전에도 4번 출전했고, 1993년 6월 2일에 2-5로 패한 체코슬로바키아와의 1994년 월드컵 예선전 경기에서 마지막 국가대표팀 경기를 치렀다.
룬그는 1990년 월드컵에서 자국을 대표로 출전해 2008년 3월 25일에 트라이안 버세스쿠 루마니아의 대통령으로부터 "스포츠 명예 훈장" 3등급을 받았다.

## 감독 경력
현역 은퇴 후, 그는 20년 동안 지도자 생활을 하며 다음 구단의 수석 코치나 골키퍼 코치를 역임했다: 우니베르시타테아 크라이오바, 나치오날 부쿠레슈티, 나고야 그램퍼스, 판두리 트르구 지우, 아스트라 플로이에슈티, 클루지, 그리고 콘코르디아 키아지나. 1995년부터 1997년까지는 미네룰 모트루의 총감독을 맡았고, 앞서 1994년에는 올랭피크 카사블랑카를 총지휘했다. 이후 2017년 12월에는 리가 III의 필리아시 감독을 역임했다.

## 사생활
실비우 룬그는 슬하에 티베리우와 실비우 주니어 두 아들을 두었고, 둘 모두 루마니아를 대표로 국제 경기에 출전한 골키퍼들이다. 2014년 1월, 실비우 룬그는 교통사고에서 부딪친 차량의 운전사에 사망상해를 입혔고, 1년 징역형에 4개월 집행 유예형이 내려졌다.

## 수상

### 선수
우니베르시타테아 크라이오바
- 디비지아 A: 1979–80, 1980–81[1]
- 쿠파 로므니에이: 1976–77, 1977–78, 1980–81, 1982–83, 1992–93[1]

스테아우아 부쿠레슈티
- 디비지아 A: 1988–89[1]
- 쿠파 로므니에이: 1988–89[1]
- 유러피언컵 준우승: 1988–89[5]

### 개인
- 루마니아 올해의 축구 선수: 1984,[1]
- 발롱도르 22위: 1984[7][8]